# 望月信雅
望月信雅（1518年—?），日本戰國時代至安土桃山時代的武將。父親是望月盛時。

## 生平
在永正15年（1518年）出生。仕於望月氏宗家的望月昌賴，信濃國望月城城主。天文12年（1543年），與長窪城城主大井貞隆一同抵抗甲斐國武田晴信（信玄）的侵攻，在望月城被攻陷後，與弟弟新六等人一同逃到布引城。此後，持續武田氏抵抗。天文17年（1548年），得到真田幸隆仲介，向武田氏降伏，並繼承望月氏惣領。在向武田氏臣從後，受晴信下賜偏諱，改名為信雅。
迎武田信繁的兒子義勝為養子，不過義勝（信賴）在永祿4年（1561年）死去，於是迎其弟信永為養子，並讓出家督和出家。天正3年（1575年），信永在長篠之戰中戰死，於是復歸，並與其兄武田信豐一同治理望月領。
天正10年（1582年），在武田氏滅亡後，仕於後北條氏，不過在不久後，經依田信蕃斡旋而轉仕於德川家康。在織田、德川連合軍平定信州後，於10月24日，向家臣村田但馬守賜予知行（『大日本史料』）。
天正12年（1584年）5月18日，向村田但馬守賜予大日向之地（『大日本史料』）。7月12日，向原宮寄進1貫5百文之地（『大日本史料』）。此後，把家祿8百貫交予依田氏，並與弟弟新六等人一同在駿河國庵原郡的山中遁世。卒年不詳。

## 外部連結
- 武家家伝＿望月氏 （页面存档备份，存于）